# Arterite temporale
L'arterite temporale, detta anche arterite gigantocellulare, a cellule giganti o di Horton, è una vasculite delle arterie di grande e medio calibro caratterizzata da interessamento preferenziale delle arterie del collo e della testa. Si tratta di una malattia autoimmune.

## Epidemiologia
È la più comune arterite nei soggetti anziani. Colpisce generalmente le persone in età matura (sopra i 50 anni, con età media di 72 anni), per le quali rappresenta una delle principali cause di cefalea. L'incidenza su questa categoria di persone è di 17,5/100 000, con preferenza della razza bianca. In Europa esiste un gradiente di incidenza da Nord a Sud, con incidenza di 29/100 000 in Norvegia e 7/100 000 in Italia La malattia è due volte più frequente nelle femmine rispetto ai maschi.

## Eziologia
Non si conoscono ancora le cause della patologia. È stata suggerita una predisposizione genetica (associazione con HLA-DR4) ed esistono ipotesi su una possibile eziologia infettiva. In particolare il DNA del parvovirus B19 è stato rinvenuto nelle biopsie come anche quello di adenovirus, clamidia, e micoplasma pneumoniae.
Il danno oculare è spesso causato da ischemia del nervo ottico o di rami dell'arteria oftalmica. Più raro è il coinvolgimento dei vasi retinici.

## Sintomatologia
I sintomi principali sono cefalea (fino a simulare la vera e propria emicrania, o il mal di testa della cefalea a grappolo), dolore al cuoio capelluto e di tipo crampiforme alla mandibola, con claudicatio intermittens dell'articolazione temporo-mandibolare e a volte paresi della stessa, può accompagnarsi anche a necrosi di tessuti irrorati da rami arteriosi terminali, come la punta della lingua. All'esame obiettivo l'arteria temporale superficiale appare prominente, tortuosa, nodosa e dolente alla palpazione.
È spesso accompagnata (a volte è l'unica manifestazione) da sintomi generali come febbre, malessere e affaticabilità. Caratteristico è l'innalzamento della velocità di eritrosedimentazione del sangue (VES), sempre oltre 60 mm nella prima ora e il significativo innalzamento dalla proteina C reattiva (PCR).
La patologia dà cecità completa o perdita di visus nel 20% dei casi. Più spesso provoca annebbiamento monolaterale (ossia a un occhio solo), che evolve in bilaterale se la patologia non è trattata entro 2-3 settimane. Si ha anche amaurosi fugace (cecità temporanea a un occhio) nel 44% dei casi e, a volte, diplopia, allucinazioni, acufene.
Può essere presente l'interessamento dei grandi vasi con polso ridotto, asimmetrico o assente, aneurisma aortico, dissecazione dell'aorta, 
claudicatio intermittens e ictus. È stata proposta la distinzione in due forme a seconda della presentazione clinica: forma craniale e forma extracraniale o dei grandi vasi.
Nella metà dei casi si associa polimialgia reumatica ed è stato proposto che le due patologie rappresentino gli estremi di un unico processo morboso.

## Anatomia patologica
A livello della parete delle arterie interessate è presente una risposta granulomatosa non caseificante con la presenza di cellule giganti, infiltrato di macrofagi, linfociti T CD4+ e plasmacellule; porta alla frammentazione della membrana elastica interna e a una fibrosi nodulare a carico dell'intima, con stenosi, trombosi e occlusione del lume. Ne esistono forme non granulomatose aspecifiche. Assente la necrosi fibrinoide.

## Diagnosi
La diagnosi di questa patologia è spesso difficile perché in molti casi prevale la sintomatologia sistemica e la biopsia dell'arteria temporale può non essere dirimente. Inoltre, l'anziano spesso soffre di altre patologie che mimano la sintomatologia dell'Horton.
I criteri diagnostici stabiliti nel 1990 dell'associazione americana di reumatologia sono i seguenti (per la diagnosi devono venire soddisfatti almeno tre criteri):
- età maggiore di 50 anni
- nuova e intensa cefalea o cefalea con una nuova qualità
- palpazione patologica dell'arteria temporale (dolori, polso debole, gonfiore)
- VES di almeno 50 mm nella prima ora
- immagine istologica con tipici segni quali le cellule polinucleate giganti e la distruzione della membrana elastica interna

Le principali diagnosi differenziali sono: la febbre di origine misconosciuta, l'anemia, le neoplasie occulte, problemi dentari e mascellari (malocclusione, disordini craniomandibolari, osteoartrosi, parodontite, ascesso) e oculari dell'età avanzata (cataratta, maculopatia, retinite, ecc.), la nevralgia del trigemino, l'arteriosclerosi e altre vasculiti; soprattutto, l'arterite di Takayasu, che ha quadro clinico spesso identico ma colpisce i giovani, e attacca più l'aorta toracica che i vasi cerebrali. Esiste inoltre una forma di arterite temporale giovanile, molto rara, che può colpire anche nell'infanzia.

## Trattamento
La terapia è a base di corticosteroidi; si usano anche immunosoppressori come il metotrexato.